# Neptis chinensis
Neptis chinensis är en fjärilsart som beskrevs av John Henry Leech. Neptis chinensis ingår i släktet Neptis och familjen praktfjärilar. Inga underarter finns listade i Catalogue of Life.